# Pomatorhinus horsfieldii
La cimitarra india (Pomatorhinus horsfieldii) es una especie de ave paseriforme de la familia Timaliidae endémica de la India. Habita en los bosques densos, por lo que son difíciles de observar y se detecta más a menudo por su canto característico que consiste en duetos que se alternan entre las parejas. Se caracterizan por su largo pico amarillo curvado en forma de cimitarra que da nombre a los miembros de su género. Anteriormente se consideraba una subespecie de la cimitarra cejiblanca, que habita en el Himalayas, pero en la actualidad se consideran especies separadas.

## Description

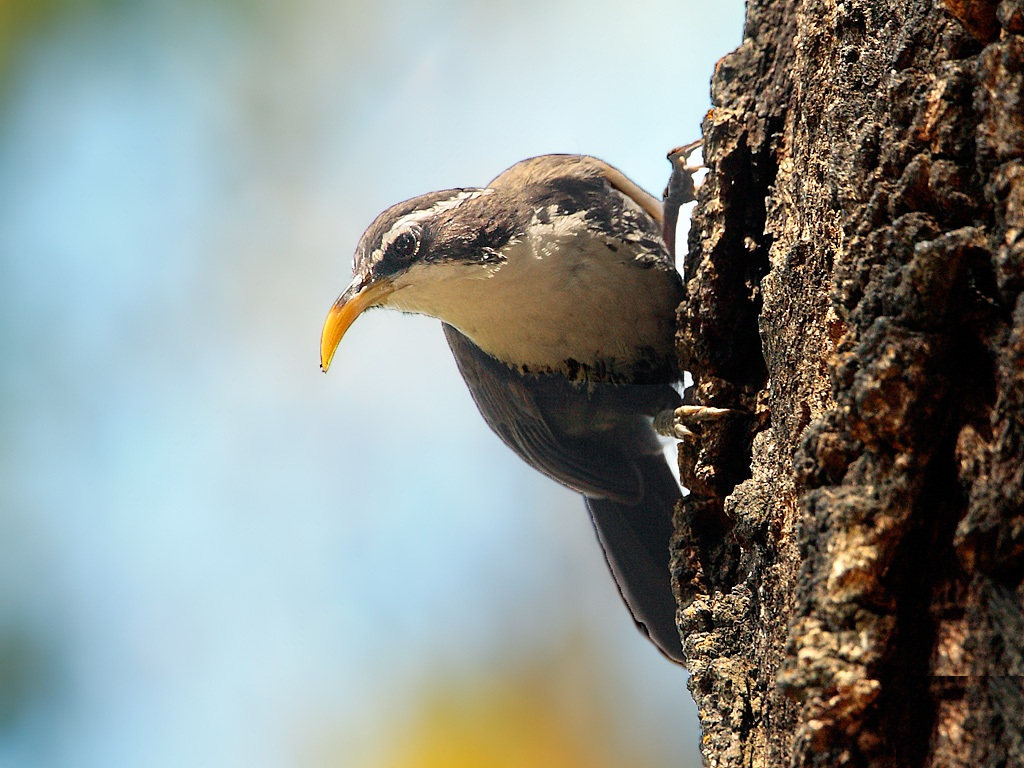
Su plumaje es oscuro, salvo la garganta, pecho y lista superciliar que son blancos.

La cimitarra india es un pájaro de unos 22 cm de largo que se caracteriza por tener un largo pico y curvado hacia abajo, de color amarillo con la base de la mandíbula superior negruzca. Presenta una larga lista superciliar por encima de una banda ocular negra. El plumaje blanco de la garganta y pecho contrasta con el pardo grisáceo del de las partes superiores y del gris negruzco de la mayor parte de las inferiores. Su cola es larga y ancha. Sus alas son cortas y redondadas adaptadas al vuelo entre árboles, por lo que rara vez se observan volando en espacios abiertos.
Se pueden registrar individuos por plumajes leucísticos.
Las cimitarras indias usan sus largos picos para sondear entre la hojarasca en busca de su alimento que consiste principalmente en insectos y frutos. Son difíciles de observar entre la densa vegetación donde prefieren vivir, pero como otros pájaros son ruidosos que emiten un canto característico que puede usarse para detectarlos. Los cantos en sí conisten en un sonido alto y aflautado de tipo oop-pu-pu-pu seguido de un inmediato por un krukru. La segunda nota es producida por la hembra, y el dueto se mantiene sincronizado con exactitud.

## Distribución
Se encuentra únicamente en la india peninsular. La especie se encuentra al sur de la frontera entre Rajasthan y Orissa.

## Taxonomía
Los timálidos son una familia de paseriformes que se caracterizan por sus plumajes suaves y esponjosos. Son pájaros de zonas tropicales, con la mayor variedad en el sureste asiático. La especie de la cimitarra india está muy próxima a la cimitarra cingalesa, y en el pasado se trató como una subespecie. The Sri Lankan forms however appears to respond to the call of the Indian form and may need further study. A su vez, la cimitarra india fue considerada una subespecie de la cimitarra cejiblanca (Pomatorhinus schisticeps), que se encuentra en las faldas del Himalaya, pero los estudios genéticos confirmaron que eran especies separadas.
Se reconocen varias subespecies de cimitarra india. La subespecie travancoreensis se encuentra en los Ghats Occidentales al sur de Goa y es más oscuro (según la regla de Gloger). La subespecie nominal, horsfieldii, se encuentra en las planicies en las partes meridionales de la península. La subespecie obscurus de la zona seca del noroeste (Madhya Pradesh, Rajastán y Gujarat; posiblemente Orissa) es más clara y grisácea. La subespecie maderaspatensis de los Ghats Orientales tiene un plumaje intermedo entra la raza nominal y obscurus. La subespecie maderaspatensis carece de la mancha negruzca de la base de la mandíbula superior y su pico es más corto. Se encuentra en los montes Palkonda, montes Nallamalai, Kurumbapatti y montes Shevaroy.

## Comportamiento
La cimitarra india es un pájaro sedentario que habita en los bosques, tanto primarios como secundarios, principalmente de regiones montañosas. Se alimenta de insectos del suelo o de la vegetación. Se desplaza saltando por el suelo, y puede voltear la hojarasca o sondear entre ella. A veces puede unirse a bandadas mixtas de alimentación con otros pájaros.
Cría de diciembre a mayo. Su nido es grande y consiste en una masa esférica y suelta de follaje, escondida en un matorrar en el suelo o cerca de él. Suele poner tres huevos (pero puede oscilar entre dos y cuatro) que son de color blanco puro.